# Бадж, Дон
Джон Дональд (Дон) Бадж (англ. John Donald "Don" Budge; 13 июня 1915, Окленд, Калифорния — 26 января 2000, Скрантон, Пенсильвания) — американский теннисист, первый в истории обладатель Большого шлема (1938), четырнадцатикратный победитель турниров Большого шлема в одиночном, мужском парном и смешанном парном разрядах. Двукратный обладатель Кубка Дэвиса в составе сборной США (1937, 1938), многократный победитель турниров «профессионального Большого шлема» (чемпионат Уэмбли и чемпионаты США и Франции среди профессионалов) в одиночном и парном разрядах (1939—1953). Член Международного зала теннисной славы с 1964 года.

## Личная жизнь
Джон Дональд Бадж родился в Калифорнии в 1915 году. Его мать, Перл Кинкейд, была этнической шотландкой, выросшей в Сан-Франциско. Отец, Джек, вырос в Уике (Шотландия) и к 19 годам играл в составе «Глазго Рейнджерс», однако пневмония и бронхит заставили его завершить игровую карьеру и перебраться в более мягкий калифорнийский климат. Там Джек Бадж некоторое время работал наборщиком в San Francisco Chronicle, где познакомился со своей будущей женой, но эта работа тоже не подходила для его слабых лёгких, и он перешёл в сеть прачечных, где проделал карьерный путь от водителя грузовика до менеджера. В браке с Перл у него родились трое детей — Дон, родившийся в 1915 году, стал младшим из них. Семья, имевшая стабильный средний достаток, благополучно пережила Великую депрессию. Дон с детства проявлял интерес к многочисленным видам спорта, в особенности увлекаясь бейсболом и баскетболом (уже позже, будучи кандидатом в сборную США в Кубке Дэвиса, он заявил журналистам, что его баскетбольный потенциал выше теннисного).
В 1933 году поступил в Калифорнийский университет в Беркли, но вскоре бросил учёбу, чтобы сосредоточиться на теннисе. В период выступлений в ранге теннисиста-любителя Бадж официально числился рабочим-упаковщиком в фирме Wilson; это позволяло ему не пользоваться, как другие любители, надуманными поводами для получения денег от организаторов турниров (плата за участие была официально запрещена).
В 1942 году вступил в ряды ВВС США. В процессе тренировок, преодолевая полосу препятствий, он получил травму плеча, которая после войны не позволила ему продолжать борьбу за самые высокие места в рейтинге. Тем не менее, находясь в армии, он участвовал в ряде показательных матчей в США и на Тихоокеанском театре боевых действий.
В декабре 1999 года автомобиль Баджа врезался в дерево в горах Поконо. Извлечённого из обломков автомобиля Баджа направили в больницу со сломанной ногой и внутренними повреждениями. Он умер, не приходя в сознание, 26 января 2000 года.
Бадж — автор двух книг: «Бадж о теннисе» (англ. Budge on Tennis, 1939) и «Теннисные мемуары» (англ. Don Budge: A Tennis Memoir,1969).

## Спортивная карьера

### Любительская карьера
В теннис Дона привёл старший брат Ллойд. Ллойд, родившийся в 1909 году, всерьёз увлекался теннисом, став сначала игроком сборной колледжа, а позже профессиональным тренером. Когда Дону исполнилось 13 лет, Ллойд стал водить его на корты Бушрод-парка в Окленде, где тот выполнял роль его спарринг-партнёра. В это время Дон был не только худым, но и невысоким, не обладал сильной подачей и вёл игру от обороны, «вытаскивая» мячи из любой точки корта. Через два года Ллойд заявил, что младший брат мог бы стать чемпионом штата среди мальчиков, если бы не его нежелание трудиться, и Дон воспринял это как вызов. Он стал много работать над ударом слева закрытой ракеткой, который впоследствии стал самым сильным оружием в его арсенале. Когда пришло время чемпионата, он в первом же круге обыграл посеянного под первым номером соперника, после этого легко расправившись со всеми остальными конкурентами.
В 1933 году, когда Баджу было 18 лет, Теннисная ассоциация Северной Калифорнии оплатила его участие в национальном юношеском первенстве. Дон, не включённый в число сеяных участников, прошёл весь путь до титула, в финале обыграв первую ракетку турнира — своего младшего сверстника и партнёра в выступлениях в паре Джина Мако, на тот момент числившегося главной восходящей звездой американского тенниса, со счётом 6-2, 6-2, 1-6, 0-6, 8-6. Весной 1934 года, будучи на первом курсе университета, Бадж был включён в запасной состав сборной США и летом впервые принял участие в цикле турниров на восточном побережье страны, в отличие от его родной Калифорнии проходивших на травяных кортах. В паре с Мако он выиграл два таких турнира, а затем они дошли до четвертьфинала национального чемпионата в парном разряде. В одиночном разряде Бадж дошёл до четвёртого круга чемпионата США.
Осенью и зимой Бадж активно тренировался в Окленде под руководством Тома Стоу. Стоу заставил своего ученика изменить хватку ракетки с так называемой западной (хорошо подходящей для цементных кортов с высоким отскоком и сильной подкруткой мяча) на восточную, лучше приспособленную к низкому скользящему отскоку травяных кортов. Бадж также сильно вырос физически, ео рост достиг 185 сантиметров, что обеспечивало сильную подачу. В совокупности с уже сформировавшимся отличным ударом слева и высокой скоростью перемещения по корту это означало, что он стал универсальным и крайне опасным игроком. В возрасте 19 лет Бадж был включён в сборную США в Кубке Дэвиса. В составе сборной он выиграл матчи против команд Китая и Мексики, что означало предстоящие межзональные матчи за право встретиться в раунде вызова с действующими обладателями Кубка Дэвиса — сборной Великобритании. Летом 1935 года, в преддверии межзональных встреч, Бадж и Мако впервые приняли участие в Уимблдонском турнире. Бадж, занимавший лишь девятое место в национальном рейтинге USLTA, дошёл там до полуфинала, обыграв по пути «пятого мушкетёра» Кристиана Буссю и посеянного под четвёртым номером Банни Остина, уступив затем в четырёх сетах второй ракетке турнира Готфриду фон Крамму, выступавшему за нацистскую Германию. В межзональном финале против немцев Бадж переиграл Хеннера Хенкеля и встречался с фон Краммом в пятой, заключительной игре уже после того, как американцы обеспечили себе выход в раунд вызова. Проиграв первый сет этой встречи, он затем выиграл три подряд, взяв реванш за поражение на Уимблдоне, прежде чем уступить в финальном матче со сборной Великобритании Фреду Перри и Банни Остину. В том же году он пробился в свой первый финал турнира Большого шлема, уступив с Мако в финале чемпионата США другой американской паре, Джону ван Рину и Уилмеру Эллисону. В одиночном разряде он неожиданно проиграл уже в четвертьфинале маленькому, но упорному Битси Гранту, который взял верх в этой встрече благодаря тактически разнообразной игре и борьбе за каждый мяч.
В мае 1936 года Бадж со сборной США встречался в матче за право на участие в межзональном турнире Кубка Дэвиса с австралийцами. Ведущим игроком этой команды был Джек Кроуфорд — бывший лидер мирового любительского рейтинга, в 1933 году едва не ставший первым в истории обладателем Большого шлема. Бадж и Кроуфорд встретились между собой в первый день матча, в условиях влажной жары в Филадельфии, и американец взял верх в этой игре со счётом 13-11 в пятом сете. Оба игрока были совершенно изнеможены — Кроуфорд сразу после игры потерял сознание, а Бадж свалился на землю с судорогами. В игре пар они с Мако вели у Кроуфорда и Адриана Квиста 2:0 по сетам, дали тем сравнять счёт, а затем упустили преимущество 4-1 по геймам в пятом сете. Поскольку действующий чемпион США Уилмер Эллисон проиграл обе своих одиночных встречи, американцам не удалось второй раз подряд выйти в раунд вызова. На Уимблдоне Бадж снова дошёл до полуфинала, где на его пути на этот раз встал сам Перри — действующая первая ракетка мира. Этот матч американец проиграл в четырёх сетах 7-5, 4-6, 3-6, 4-6, что вселило в него уверенность, что уже на чемпионате США он сможет справиться с Перри. Он действительно дошёл до финала через турнирную сетку, в которой отсутствовали многие сильные зарубежные игроки (кроме Перри), но в финале при счёте 2:2 по сетам не сумел реализовать преимущество в один выигранный гейм на подаче соперника. Англичанин тут же отыгрался на его подаче, а затем у Баджа просто закончились силы, и он проиграл с общим счётом 6-2, 2-6, 6-8, 6-1, 8-10. Тем не менее он завоевал свой первый титул на турнирах Большого шлема, победив в паре с Мако — этот титул они второй год подряд разыграли с ван Рином и Эллисоном, но на этот раз в свою пользу.
Это поражение заставило Баджа серьёзно усилить свою общую физическую подготовку — он поклялся себе, что больше никогда не проиграет матча из-за недостаточной физической формы. Он также начал пересматривать свой стиль игры, который до этого копировал у знаменитого чемпиона прошлого Эллсуорта Вайнза. Теперь он разглядел проблемы в этом стиле по сравнению с игрой Перри — в первую очередь тот факт, что тот отбивал мяч сразу после отскока, не давая ему достигнуть высшей точки траектории и тем более начать опускаться. Бадж взял эту тактику на вооружение, хотя она заставляла его немного ослабить мощь своих ударов.
В 1937 году Перри перешёл в профессионалы, и после его ухода Бадж начал одну из самых длинных в истории любительского тенниса серию из 92 побед подряд (большее число побед подряд одержал в середине 1920-х годов только Билл Тилден, который выступал только в США). За 1937 и 1938 годы он выиграл шесть подряд турниров Большого шлема, в том числе все четыре — чемпионаты Австралии, Франции, США и Уимблдонский турнир — в 1938 году, став первым в истории обладателем Большого шлема. Этот успех был беспрецедентным даже несмотря на отсутствие ряда ведущих соперников в каждом из этих турниров: в Австралию в это время многие теннисисты из других стран традиционно не ездили, на Открытом чемпионате Франции и Уимблдонском турнире не было уже австралийцев и на всех турнирах, кроме чемпионата Австралии, отсутствовал Готфрид фон Крамм — вторая ракетка мира в 1937 году, осуждённый в нацистской Германии за гомосексуальную связь. За это же время Бадж также выиграл семь титулов в мужских и смешанных парах: по три победы он одержал с Мако и Элис Марбл и один раз, на чемпионате США 1937 года, победил в миксте с Сарой Фабиан. На Уимблдоне Бадж дважды подряд становился абсолютным чемпионом, побеждая во всех трёх разрядах, а в 1938 году добился такого же результата и на чемпионате США В 1937 и 1938 годах он также привёл сборную США к победам в Кубке Дэвиса, впервые после одиннадцатилетнего перерыва. Его биографы называют его пятисетовый матч в полуфинале Кубка Дэвиса против Готфрида фон Крамма, который Бадж выиграл, уступая 2-0 по сетам, с общим счётом 6-8, 5-7, 6-4, 6-2, 8-6, лучшим теннисным матчем в истории. Капитан сборной США, Уолтер Пейт, так отозвался об этом матче: «Никто из живущих сегодня и никто из уже умерших не смог бы победить сегодня ни одного из них».
И в 1937, и в 1938 году агентство «Associated Press» избирало Баджа «спортсменом года». В 1937 году он был также удостоен приза Салливана, которым награждается лучший спортсмен-любитель США.

### Профессиональная карьера
После выигрыша Большого шлема Бадж решил, что пора переходить в профессиональный спорт. Его первый матч в профессиональном туре состоялся уже 3 января 1939 года, а противником был Эллсуорт Вайнз. В их совместном туре, состоявшем из 39 матчей в разных городах, Бадж выиграл 22. После этого в аналогичном туре против Фреда Перри он добился победы в 28 из 36 матчей. За этот сезон Бадж также выиграл профессиональные турниры Уэмбли (Лондон) и на стадионе «Ролан Гаррос» в Париже («чемпионат мира» среди профессионалов). Его доходы от выступлений в этом сезоне составили от 100 до 150 тысяч долларов.
В 1940—1942 годах, когда в Европе шла война, Бадж выступал только на американской земле. После не слишком убедительного начала сезона 1940 года, когда он несколько раз уступал Перри в локальных турнирах, он сумел победить британца в финале чемпионата США среди профессионалов. После этого турнира скарлатина и ангина вывели его из строя до конца сезона.
Следующий год Бадж начал с совместного турне с Элис Марбл. Его основным соперником по этому турне был 47-летний Тилден, который оказывал упорное сопротивление Баджу, бывшему на 20 лет моложе его, и даже выиграл несколько матчей, но в целом счёт в матчах показывал значительное превосходство Баджа. Турне продолжалось до мая, а затем Бадж лёг на пластическую операцию, не позволившую ему подойти в лучшей форме к профессиональному чемпионату США, где он проиграл в первом же круге. В дальнейшем ему удалось дойти до финала турнира в Форест-Хиллз (Нью-Йорк), но там его переиграл Перри. В парном разряде Бадж и Перри выступали вместе и уверенно выиграли этот турнир.
Несмотря на вступление США во Вторую мировую войну, профессиональные турне и турниры в 1942 году продолжались. Бадж, начавший тур с трёх поражений, постепенно нагнал и обогнал соперников к середине февраля, доведя в итоге тур до уверенной победы. 4 июля в финале профессионального чемпионата США, в этом году игравшегося на травяных кортах, он переиграл Роберта Риггса со счётом 6-2, 6-2, 6-2, став двукратным чемпионом США как среди любителей, так и среди профессионалов.
Бадж вернулся в профессиональный теннис после войны. Несмотря на травму, он сумел дойти до финала чемпионата мира среди профессионалов в Лос-Анджелесе в декабре 1945 года в одиночном разряде, а в парном — выиграть этот турнир с Фредом Перри. В 1946, 1947 и 1949 годах Бадж трижды уступал Риггсу в финале профессионального чемпионата США, а в последний раз он дошёл до финала этого турнира в 1953 году, проиграв в четырёх сетах Панчо Гонсалесу, начавшему серию из семи подряд побед в этом турнире. В 1954 году он переехал в Нью-Йорк, где начал работать главным тренером в городском теннисном клубе, всё ещё выступая в профессиональных соревнованиях; даже в возрасте 41 года Бадж оставался крайне опасным соперником, что доказал, обыграв в 1957 году Гонсалеса на быстрых крытых кортах Лос-Анджелеса.
В 1964 году имя Дона Баджа было включено в списки Международного зала теннисной славы.

## Участие в финалах турниров Большого шлема

### Одиночный разряд (7)

#### Победы (6)
| Год  | Турнир                  | Соперник в финале | Счёт в финале           |
| ---- | ----------------------- | ----------------- | ----------------------- |
| 1937 | Уимблдонский турнир     | Готфрид фон Крамм | 6-3, 6-4, 6-2           |
| 1937 | Чемпионат США           | Готфрид фон Крамм | 6-1, 7-9, 6-1, 3-6, 6-1 |
| 1938 | Чемпионат Австралии     | Джон Бромвич      | 6-4, 6-2, 6-1           |
| 1938 | Чемпионат Франции       | Родерих Менцель   | 6-3, 6-2, 6-4           |
| 1938 | Уимблдонский турнир (2) | Банни Остин       | 6-1, 6-0, 6-3           |
| 1938 | Чемпионат США (2)       | Джин Мако         | 6-3, 6-8, 6-2, 6-1      |

#### Поражение (1)
| Год  | Турнир        | Соперник в финале | Счёт в финале            |
| ---- | ------------- | ----------------- | ------------------------ |
| 1936 | Чемпионат США | Фред Перри        | 6-2, 2-6, 6-8, 6-1, 8-10 |

### Мужской парный разряд (7)

#### Победы (4)
| Год  | Турнир                  | Партнёр   | Соперники в финале               | Счёт в финале      |
| ---- | ----------------------- | --------- | -------------------------------- | ------------------ |
| 1936 | Чемпионат США           | Джин Мако | Джон ван Рин Уилмер Эллисон      | 6-4, 6-2, 6-4      |
| 1937 | Уимблдонский турнир     | Джин Мако | Реймонд Таки Пэт Хьюз            | 6-0, 6-4, 6-8, 6-1 |
| 1938 | Уимблдонский турнир (2) | Джин Мако | Георг фон Метакса Хеннер Хенкель | 6-4, 3-6, 6-3, 8-6 |
| 1938 | Чемпионат США (2)       | Джин Мако | Джон Бромвич Адриан Квист        | 6-3, 6-2, 6-1      |

#### Поражения (3)
| Год  | Турнир            | Партнёр   | Соперники в финале               | Счёт в финале           |
| ---- | ----------------- | --------- | -------------------------------- | ----------------------- |
| 1935 | Чемпионат США     | Джин Мако | Джон ван Рин Уилмер Эллисон      | 2-6, 3-6, 6-2, 6-3, 1-6 |
| 1937 | Чемпионат США (2) | Джин Мако | Готфрид фон Крамм Хеннер Хенкель | 4-6, 5-7, 4-6           |
| 1938 | Чемпионат Франции | Джин Мако | Ивон Петра Бернар Дестремю       | 6-3, 3-6, 7-9, 1-6      |

### Смешанный парный разряд (5)

#### Победы (4)
| Год  | Турнир                  | Партнёр     | Соперники в финале         | Счёт в финале  |
| ---- | ----------------------- | ----------- | -------------------------- | -------------- |
| 1937 | Уимблдонский турнир     | Элис Марбл  | Симон Матьё Ивон Петра     | 6-4, 6-1       |
| 1937 | Чемпионат США           | Сара Фабиан | Сильвия Энротен Ивон Петра | 6-2, 8-10, 6-0 |
| 1938 | Уимблдонский турнир (2) | Элис Марбл  | Сара Фабиан Хеннер Хенкель | 6-1, 6-4       |
| 1938 | Чемпионат США (2)       | Элис Марбл  | Тельма Койн Джон Бромвич   | 6-1, 6-2       |

#### Поражение (1)
| Год  | Турнир        | Партнёр     | Соперники в финале   | Счёт в финале |
| ---- | ------------- | ----------- | -------------------- | ------------- |
| 1936 | Чемпионат США | Сара Фабиан | Элис Марбл Джин Мако | 3-6, 2-6      |

## Стиль игры
Биографии Дона Баджа отмечают его сильную подачу и в особенности его мощный удар закрытой ракеткой. Мало кто из соперников рисковал подавать мяч под этот удар. Сам Бадж рассказывал, что этот удар у него остался с детства, когда он отбивал бейсбольный мяч слева. Он играл очень тяжёлой ракеткой, почти на целый фунт тяжелее, чем у соперников, позволявшей ему наносить особенно сильные удары. Фирма Wilson специально для него выпустила особенно тяжёлую ракетку с длинной ручкой — из-за любимого Баджем белого цвета эта модель получила название Ghost. Другой отличительной чертой ракеток Баджа было отсутствие кожаной оплётки ручки, которую использовали почти все ведущие игроки: Бадж считал, что такая оплётка впитывает пот и становится скользкой, поэтому у его ракеток была ничем не покрытая деревянная ручка с насечками (у модели Wilson Ghost сделанная из липы, что и обеспечивало белый цвет).
Подачу Баджа сравнивают по силе и точности с подачей Билла Тилдена. Он почти не допускал двойных ошибок и никогда не заступал за лицевую линию при подаче. При приёме он располагался ближе к сетке, чем другие игроки, и отбивал мяч, когда тот только начинал набирать высоту после отскока, стараясь атаковать закрытой ракеткой. Младший современник Баджа, Джек Креймер, вспоминал, что, играя против того в профессиональном туре, не имел возможности выходить к сетке после подачи и был вынужден перестраивать весь рисунок своей игры. Обладая профессиональным чутьём на то, куда будет бить соперник, Бадж на пике карьеры сводил к минимуму своё передвижение по корту, так что ему даже не доводилось сильно потеть — его фланелевые брюки фирмы DAKS оставались после матча сухими.
Хотя лучше всего Бадж играл с задней линии, игра у сетки тоже не вызывала у него проблем. Отмечается также его способность одинаково хорошо играть на всех видах покрытий: Билл Тилден говорил, что Бадж показывает лучшую в истории игру 365 дней в году. В его биографиях уделяется внимание и его спокойной, корректной манере поведения, противопоставляемой истерикам игроков более поздних поколений. Характер Баджа и его скорость на корте, позволявшая прикрывать все углы, делали его особенно ценным партнёром в парной игре.